# Hallenhockey-Europameisterschaft der Damen 2020
Die Hallenhockey-Europameisterschaft der Damen 2020 war die 20. Auflage der Hallenhockey-EM der Damen. Sie fand vom 24. bis 26. Januar im Sportpalast in Minsk statt, acht Mannschaften nahmen daran teil. Sieger wurde erstmals in der Geschichte des Turniers die belarussische Nationalmannschaft, die im Endspiel die Niederlande mit 4:3 (1:1) nach Penalty-Shoot-Out besiegte.

## Modus
Die acht teilnehmenden Mannschaften spielten in zwei Vierergruppen jeder-gegen-jeden. Die zwei bestplatzierten Teams erreichten das Halbfinale, ab dort wurde im K.-o.-Modus gespielt. Die beiden letztplatzierten Teams jeder Gruppe bildeten eine neue Gruppe C und spielen jeweils gegen die Teams, auf die sie noch nicht in der Gruppenphase getroffen waren. Die beiden letzten Teams dieser Gruppe C stiegen in die Europameisterschaft II ab.

## Vorrunde
Alle Zeiten in UTC+3.

### Gruppe A
| Rang | Land        | Spiele | Tore  | Differenz | Punkte |
| ---- | ----------- | ------ | ----- | --------- | ------ |
| 1    | Deutschland | 3      | 15:7  | +8        | 9      |
| 2    | Tschechien  | 3      | 10:9  | +1        | 6      |
| 3    | Ukraine     | 3      | 11:12 | −1        | 3      |
| 4    | Belgien     | 3      | 7:15  | −8        | 0      |

Legende: qualifiziert für die Finalspiele, Teilnahme an der Abstiegsrunde
| Datum                 | Team 1      | Team 2      | Ergebnis |
| --------------------- | ----------- | ----------- | -------- |
| 24. Januar 2020 10:00 | Ukraine     | Belgien     | 4:3      |
| 24. Januar 2020 11:15 | Deutschland | Tschechien  | 4:1      |
| 24. Januar 2020 16:00 | Tschechien  | Belgien     | 4:1      |
| 24. Januar 2020 17:15 | Ukraine     | Deutschland | 3:4      |
| 25. Januar 2020 9:00  | Tschechien  | Ukraine     | 5:4      |
| 25. Januar 2020 10:15 | Deutschland | Belgien     | 7:3      |

### Gruppe B
| Rang | Land        | Spiele | Tore | Differenz | Punkte |
| ---- | ----------- | ------ | ---- | --------- | ------ |
| 1    | Niederlande | 3      | 14:1 | +13       | 9      |
| 2    | Belarus     | 3      | 15:6 | +9        | 6      |
| 3    | Österreich  | 3      | 8:14 | −6        | 3      |
| 4    | Schweiz     | 3      | 2:18 | −16       | 0      |

Legende: qualifiziert für die Finalspiele, Teilnahme an der Abstiegsrunde
| Datum                 | Team 1       | Team 2       | Ergebnis |
| --------------------- | ------------ | ------------ | -------- |
| 24. Januar 2020 12:30 | Weißrussland | Österreich   | 7:2      |
| 24. Januar 2020 13:45 | Niederlande  | Schweiz      | 5:0      |
| 24. Januar 2020 18:30 | Schweiz      | Österreich   | 2:6      |
| 24. Januar 2020 19:45 | Weißrussland | Niederlande  | 1:4      |
| 25. Januar 2020 11:30 | Niederlande  | Österreich   | 5:0      |
| 25. Januar 2020 12:45 | Schweiz      | Weißrussland | 0:7      |

## Abstiegsrunde
Die Ergebnisse gegen den jeweiligen Gruppengegner werden in die Abstiegsrunde mitgenommen.
Belgien und die Schweiz steigen ab und nehmen an der Hallenhockey-Europameisterschaft II 2022 teil.

### Gruppe C
| Rang | Land       | Spiele | Tore | Differenz | Punkte |
| ---- | ---------- | ------ | ---- | --------- | ------ |
| 5    | Ukraine    | 3      | 14:6 | +8        | 9      |
| 6    | Österreich | 3      | 10:7 | +3        | 6      |
| 7    | Belgien    | 3      | 7:8  | −1        | 3      |
| 8    | Schweiz    | 3      | 5:15 | −10       | 0      |

Legende: Teilnahme an der Hallenhockey-Europameisterschaft der Damen 2022, Abstieg in die Hallenhockey-Europameisterschaft II der Damen2022
| Datum                 | Team 1     | Team 2     | Ergebnis |
| --------------------- | ---------- | ---------- | -------- |
| 25. Januar 2020 16:45 | Belgien    | Schweiz    | 3:1      |
| 25. Januar 2020 18:00 | Ukraine    | Österreich | 4:1      |
| 26. Januar 2020 10:00 | Ukraine    | Schweiz    | 6:2      |
| 26. Januar 2020 11:15 | Österreich | Belgien    | 3:1      |

## Finalrunde

### Halbfinals
| Datum                 | Team 1      | Team 2       | Ergebnis |
| --------------------- | ----------- | ------------ | -------- |
| 25. Januar 2020 19:15 | Deutschland | Weißrussland | 2:5      |
| 25. Januar 2020 20:45 | Niederlande | Tschechien   | 4:2      |

### Spiel um Platz 3
| Datum                 | Team 1      | Team 2     | Ergebnis        |
| --------------------- | ----------- | ---------- | --------------- |
| 26. Januar 2020 13:00 | Deutschland | Tschechien | 1:2 n.PSO (2:2) |

### Finale
| Datum                 | Team 1       | Team 2      | Ergebnis        |
| --------------------- | ------------ | ----------- | --------------- |
| 26. Januar 2020 14:30 | Weißrussland | Niederlande | 4:3 n.PSO (1:1) |

## Platzierungen
| Pl. | Mannschaft  |
| --- | ----------- |
|     | Belarus     |
|     | Niederlande |
|     | Tschechien  |
| 4   | Deutschland |
| 5   | Ukraine     |
| 6   | Österreich  |
| 7   | Belgien     |
| 8   | Schweiz     |

## Torschützinnen
| Pl. | Spieler            | Tore |
| --- | ------------------ | ---- |
| 1   | Maryna Nikitsina   | 7    |
|     | Adéla Lehovcová    | 7    |
| 3   | Olha Honcharenko   | 5    |
|     | Lieke van Wijk     | 5    |
|     | Corinna Zerbs      | 5    |
| 6   | Yevheniya Kernoz   | 4    |
|     | Yuliya Kurhanskaya | 4    |
|     | Katerina Lacina    | 4    |
|     | Oksana Ponomarenko | 4    |
|     | Marie Ronquetti    | 4    |
|     | Hanna Valentin     | 4    |